# Курбангалиев, Рахим Мадиевич
Рахим Мадиевич Курбангалиев (17 апреля 1954 -22.10.2024) — советский казахский биатлонист. Чемпион СССР по биатлону в гонке патрулей (1982), призёр чемпионатов СССР по летнему биатлону, победитель и призёр различных соревнований национального и регионального уровня. Мастер спорта СССР.

## Биография
Воспитанник ДЮСШ села Мартук Актюбинской области Казахской ССР, тренер — Александр Андреевич Варюта. Поначалу занимался лыжным спортом, в 1970 году стал чемпионом Актюбинской области в своей возрастной категории.
На соревнованиях национального уровня по биатлону выступал в 1970-е и 1980-е годы. Представлял спортивное общество «Динамо» и город Алма-Ата, ранее представлял спортивное общество «Буревестник».

### Соревнования союзного уровня
На Всесоюзной Универсиаде 1976 года стал победителем в эстафете (4х7,5 км) и серебряным призёром в спринтерской гонке на 10 км.
В 1976 году стал победителем первенства СССР в эстафете, а в 1977 году — в спринте на соревнованиях по мелкокалиберному биатлону, который тогда имел более низкий статус, чем обычный чемпионат СССР, проходивший до 1977 года включительно с крупнокалиберным оружием.
В 1977 году занял первое место в матчевой встрече союзных республик на дистанции 10 км. В том же 1977 году выиграл серебро на международных соревнованиях «Праздник Севера» в Мурманске в гонке на 10 км. В 1979 году, также в спринтерской гонке стал обладателем серебра соревнований на приз «Олимпия».
В 1980 году стал серебряным призёром Кубка СССР в эстафете. Дважды становился бронзовым призёром чемпионатов СССР по летнему биатлону — в 1980 году в эстафете и в 1981 году в спринтерской гонке на 10 км.
Наивысший успех к спортсмену пришёл в 1982 году, когда он стал чемпионом СССР в гонке патрулей.

### Прочие соревнования
Десятикратный чемпион Казахской ССР по биатлону, в том числе:
- 1974 — эстафета 3х7,5 км
- 1975 — индивидуальная гонка 15 км, спринт 10 км и эстафета 3х7,5 км
- 1977 (Кубок КазССР) — индивидуальная гонка 15 км и спринт 10 км
- 1978 (Спартакиада КазССР) — индивидуальная гонка 20 км
- 1980 — спринт 10 км
- 1981 — индивидуальная гонка 20 км
- 1982 (Спартакиада КазССР) — спринт 10 км

В 1975 году стал трёхкратным чемпионом Спартакиады профсоюзов КазССР в гонках на 15, 10 и 3х7,5 км.
Становился победителем и призёром соревнований спортивных обществ, в том числе:
- Чемпион ЦС «Буревестник» в летнем первенстве 1976 года;
- Чемпион ВС ЦС ДСО профсоюзов 1977 года в гонке на 20 км, эстафете 4х7,5 км; серебряный призёр в гонке на 10 км;
- Чемпион ЦС «Динамо» в летнем первенстве 1981 года на 10 км и в эстафете;
- Чемпион ВВ МВД СССР 1981 года в гонках на 20 и 10 км;